# Kristie Cove
Die Kristie Cove ist eine kleine Bucht an der Südwestküste der Anvers-Insel im westantarktischen Palmer-Archipel. Sie liegt auf der Südseite des Bonaparte Point unmittelbar westlich der Palmer-Station, 2 km südsüdwestlich von Amsler Island und 3 km östlich von Janus Island.
Das Advisory Committee on Antarctic Names übernahm 2014 eine lokal gebräuchlichen Namen für die Bucht. Der weitere Benennungshintergrund ist nicht überliefert.